# Weißer See (Potsdam)
Der Weiße See liegt im Norden der brandenburgischen Landeshauptstadt Potsdam zwischen den Ortsteilen Nedlitz und Neu Fahrland. Er hat eine Länge von 1,2 km und eine Breite von maximal 340 m. Der See hat eine natürliche Verbindung über die Nedlitzer Alte Fahrt zum Lehnitzsee und zum Jungfernsee und gehört damit zu den Havelseen.
Der gesamte See ist Bestandteil der Bundeswasserstraße Sacrow-Paretzer Kanal (Wasserstraßenklasse IV), der den Potsdamer Havelbogen abkürzt und eine Teilstrecke der Unteren Havel-Wasserstraße ist, zuständig ist das Wasserstraßen- und Schifffahrtsamt Spree-Havel. Der Teilabschnitt des Sacrow-Paretzer Kanals zwischen Weißem See und Jungfernsee wird Nedlitzer Durchstich genannt.

## Bilder und Karten

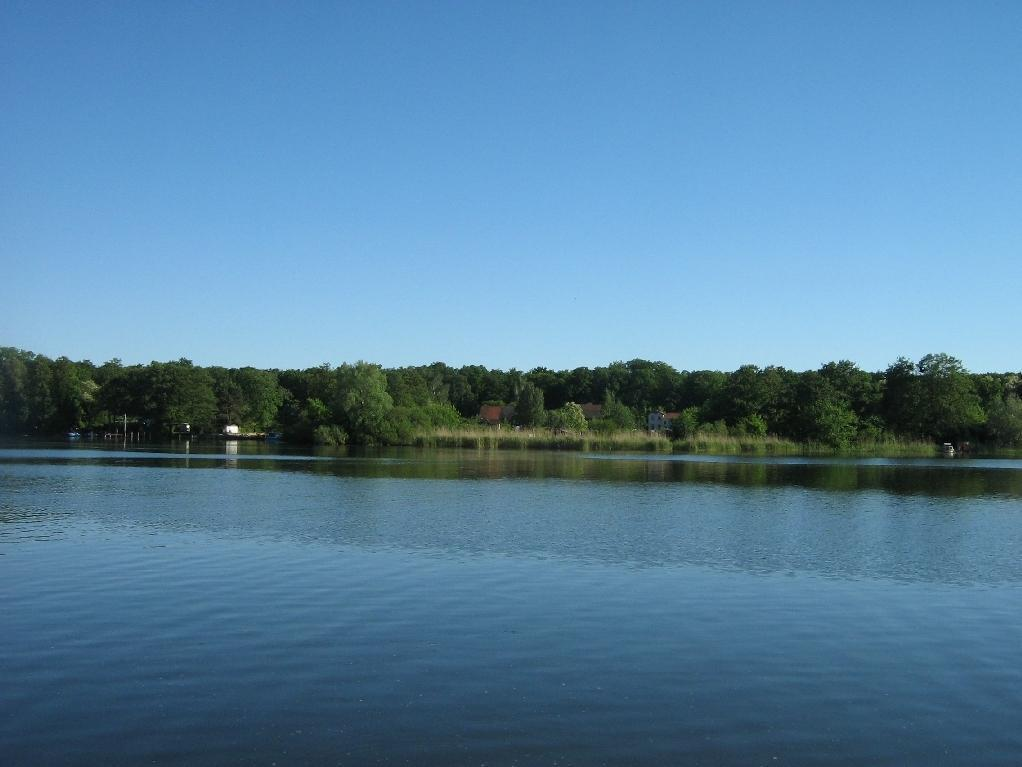
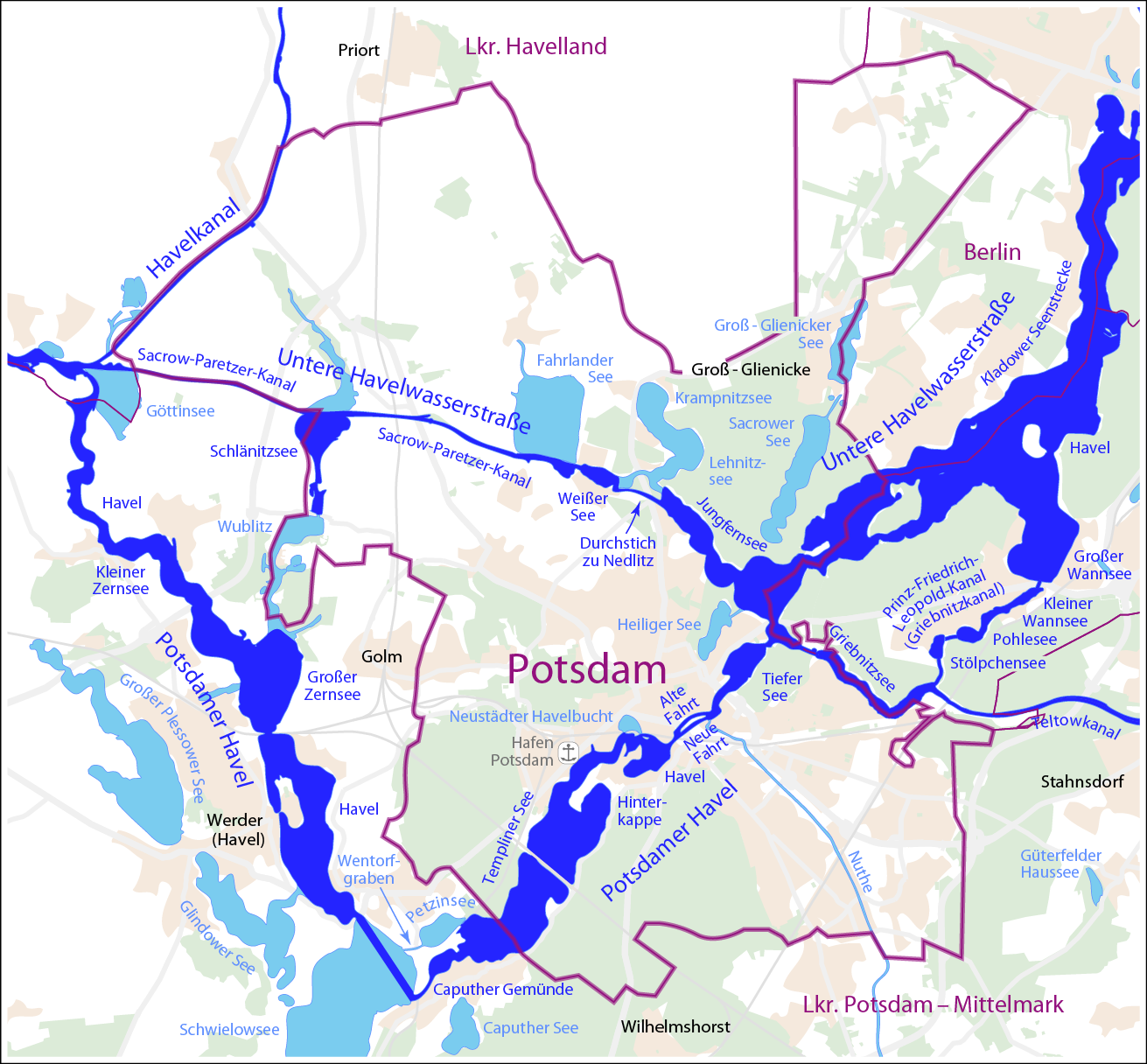
Lage des Weißen Sees

## Karten
- Folke Stender: Redaktion Sportschifffahrtskarten Binnen 1 Nautische Veröffentlichung Verlagsgesellschaft, ISBN 3-926376-10-4.
- W. Ciesla, H. Czesienski, W. Schlomm, K. Senzel, D. Weidner: Schiffahrtskarten der Binnenwasserstraßen der Deutschen Demokratischen Republik 1:10.000. Band 3, Herausgeber: Wasserstraßenaufsichtsamt der DDR. Berlin 1988. OCLC 830889996